# Anteliaster
Genre
Anteliaster est un genre d'étoile de mer de la famille des Pedicellasteridae.

## Liste des genres
Selon World Register of Marine Species (19 janvier 2015) :
- Anteliaster australis Fisher, 1940 -- Antarctique
- Anteliaster coscinactis Fisher, 1923
- Anteliaster indonesiae Aziz & Jangoux, 1985 -- Région indonésienne
- Anteliaster microgenys Fisher, 1928 -- Pacifique nord
- Anteliaster scaber (E. A. Smith, 1876) -- Océan Indien austral